# Оскотский-Гросс, Григорий Семёнович
Григорий Семёнович Оскотский-Гросс (настоящая фамилия Оскотский; 16 (29) июля 1901 год, Нижний Новгород — 23 августа 1959, Сталинград) — советский актёр и режиссёр оперетты, народный артист РСФСР.

## Биография
Григорий Семёнович Оскотский родился в Нижнем Новгороде 16 (29) июля 1901 года. В 1919—1922 годах учился в Пермском театральном училище. С 1922 года играл в Вологодском драматическом театре, где дебютировал с ролью Несчастливцева. С 1927 года начал играть в опперетте, служил в театрах музыкальной комедии Ташкента, Куйбышева, Ростова-на-Дону.
Работал в Горьковском театре оперетты, в 1940 году вместе с театром переехал в Иркутск. В 1940—1949 годах был актёром и режиссёром Иркутского театра музыкальной комедии, в 1945—1947 годах был главным режиссёром театра. Стал одним из самых популярных и любимых в городе артистов.
В 1949—1953 годах выступал в Московском театре оперетты.
В 1953—1959 годах — актёр Сталинградского театра музыкальной комедии, был ведущим артистом до своей кончины. Острохарактерный актёр, создал галерею образов, окрашенных мягким юмором или едкой сатирой.
Умер 23 августа 1959 года в Сталинграде.

## Награды и премии
- Заслуженный артист РСФСР (25.09.1946)[1].
- Народный артист РСФСР (1955).

## Работы в театре

### Актёр
- «Фиалка Монмартра» Имре Кальмана — Франсуа
- «Летучая мышь» Иоганна Штрауса — Фрош, тюремный сторож
- «Мечтатели» К. Листова — Наливайко
- «Холопка» Н. Стрельникова — граф Кутайсов
- «Самое заветное» В. Соловьёва-Седова — Клякушев
- «Свадьба в Малиновке» Б. Александрова — Попандопуло
- «Сильва» Имре Кальмана — князь Воляпюк
- «Марица» Имре Кальмана — Популеску
- «Девичий переполох» Ю. Милютина — боярин Сапун Тюфякин
- «Раскинулось море широко» Н. Г. Минха, В. Л. Витлина, Л. М. Круца — Комендант порта Чижов
- «Жёлтая кофта» Легара — кухонный бог Мяу
- «Поют сталинградцы» — Жан
- «Сорочинская ярмарка» оперетта А. Рябова — Чечевик и Солопий
- «Трембита» Ю. Милютина — Сусик
- «Принцесса цирка» Имре Кальмана — Пеликан
- «Весёлая вдова» Ф. Легара — Никош

### Режиссёр
- 1941 — «Соловьиный сад» С. Заславского
- 1945 — «Весёлая вдова» Ф. Легара
- 1946 — «Сильва» И. Кальмана
  - «Голубая мазурка» Ф. Легара
  - «Коломбина» А. Рябова
  - «Свадьба в Малиновке» Б. Александрова
- 1947 — «Дочь фельдмаршала» О. Фельцмана